# Greenwich (Connecticut)
Greenwich – miejscowość w Stanach Zjednoczonych, w stanie Connecticut, w hrabstwie Fairfield.
W miejscowości były kręcone sceny do filmu Droga do szczęścia z 2008 roku.

## Miasta partnerskie
- Kitzbühel, Austria
- Vienne, Francja
- Gmina Nacka, Szwecja